# Coremacera halensis
Coremacera halensis är en tvåvingeart som först beskrevs av Friedrich Hermann Loew 1864.  Coremacera halensis ingår i släktet Coremacera och familjen kärrflugor. Inga underarter finns listade i Catalogue of Life.